# 쥘 조제프 르페브르
쥘 조제프 르페브르(Jules Joseph Lefebvre, 1836년 ~ 1911년)는 프랑스의 화가이다.